# اسمنت عطبرة
شركة اسمنت عطبرة المحدودة هي شركة ومصنع لصناعة الأسمنت سودانية مقرها في عطبرة بولاية نهر النيل. تأسست عام 1947 ويمتلكها رجل الأعمال السعودي سليمان الراجحي. وتعد من أكبر الخطوط في السودان وأفريقيا لإنتاج الأسمنت.

## تاريخ الشركة
تأسست شركة اسمنت عطبرة عام 1947 كشركة مساهمة خاصة برؤوس أموال أغلبها أجنبية باسم «اسمنت بورتلاند عطبرة». وفي عام 1970 تم تأميم الشركة في عهد الرئيس جعفر النميري، باسم مؤسسة ماسبيو للإسمنت وأضيف إلى مؤسسات القطاع الصناعي. ثم صدر قرار جمهوري عام 1983 بخصخصة الشركة من جديد باسم «شركة ماسبيو للاسمنت» تعمل تحت قانون الشركات لسنة 1925.
في عام 1985 صدر قرار بتغيير اسم الشركة إلى اسمها الحالي شركة اسمنت عطبرة المحدودة.

## الجوائز
حصلت شركة اسمنت عطبرة على عدة جوائز وشهادات أهمها:-
- 1984: الجائزة العربية لأفضل مصانع لإنتاج الاسمنت في الشرق الأوسط عام 1984 وكانت من مجلة الصناعة والتجارة بمدريد.
- 1993: الجائزة الماسية للجودة من المكسيك.
- 1994: جائزة النجم الذهبي العالمية من مدريد، إسبانيا نظير الإنتاجية ذات الجودة العالمية.
- 2012: شهادة أيزو (9001، 14001، 18001).

## روابط خارجية
- الموقع الرسمي (بالعربية) (بالإنجليزية)